# Willem Barnard

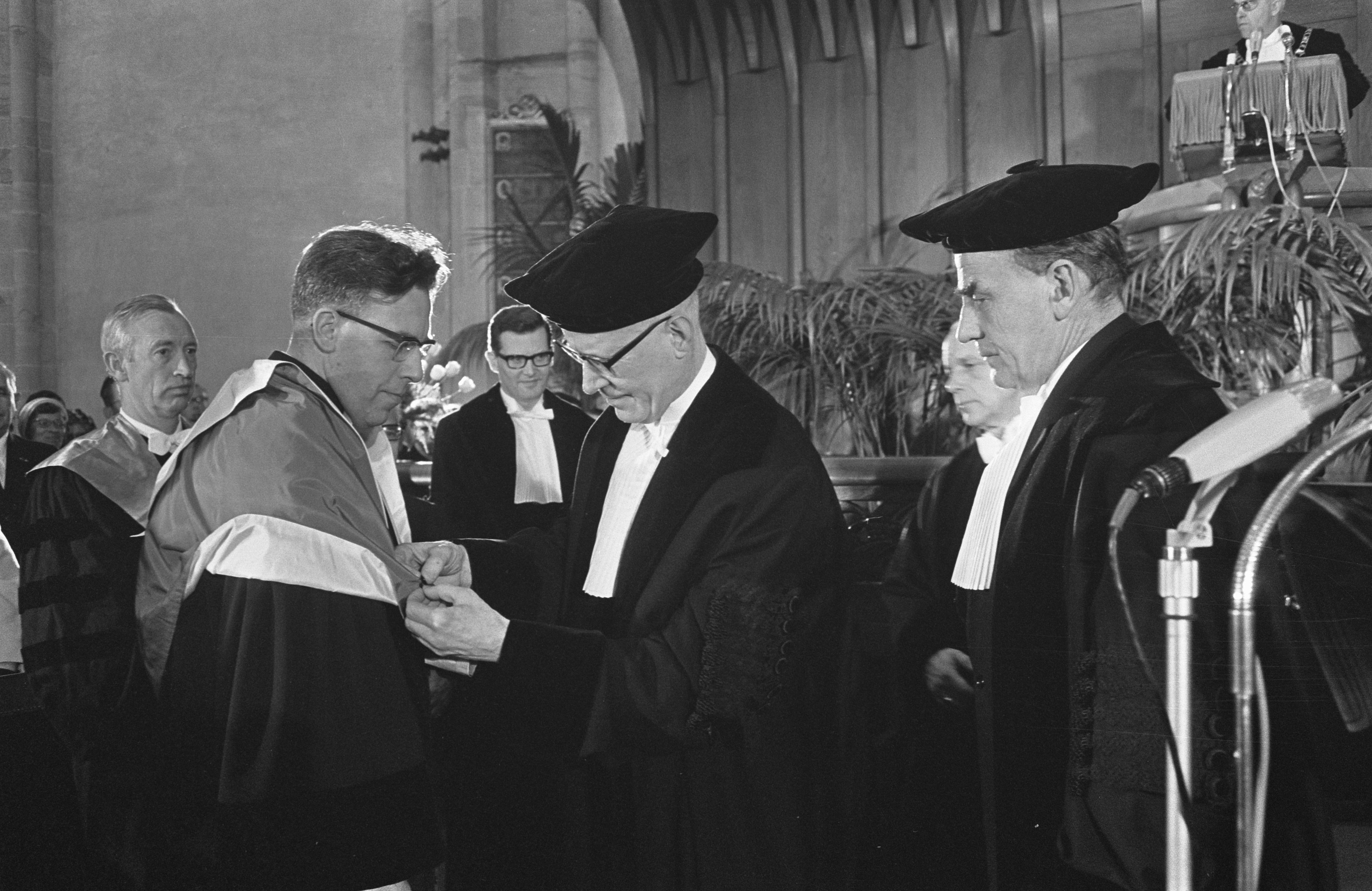
Willem Barnard
(Universität Utrecht, 1966)

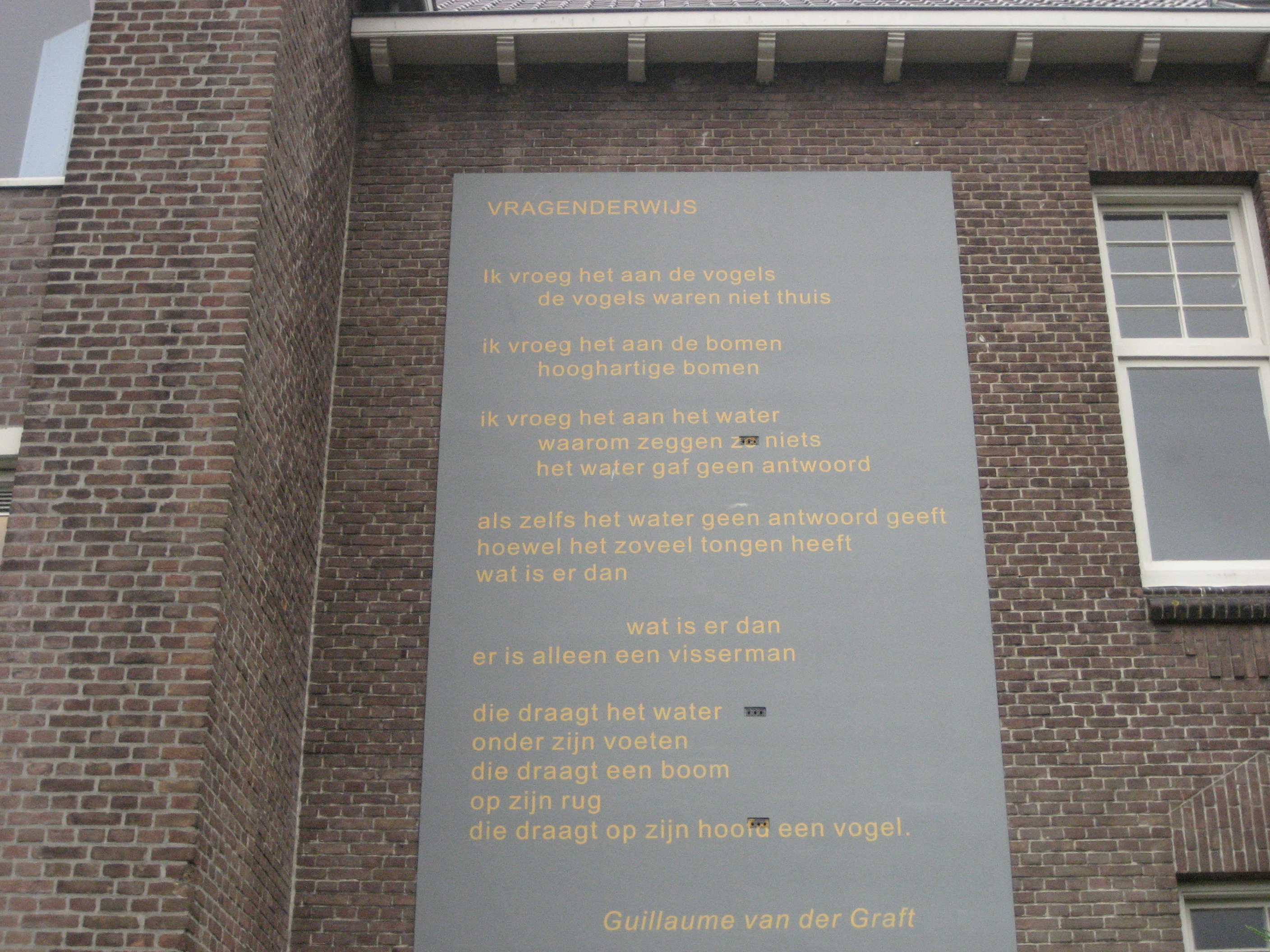
Gedicht von Guillaume van der Graft, Visser 't Hooft Lyceum in Leiden

Wilhelmus Barnard auch Willem Barnard, (* 15. August 1920 in Rotterdam; † 21. November 2010 in Utrecht) war ein niederländischer reformierter Pfarrer und Liederdichter. Er veröffentlichte auch unter dem Pseudonym Guillaume van der Graft.

## Leben
Nach dem Studium der Niederlandistik und der Evangelischen Theologie an den Universitäten Leiden und Utrecht arbeitete Barnard als Pfarrer in Hardenberg (Overijssel), Nijmegen, Amsterdam, Rozendaal und Velp. 1975 wurde er aus Krankheitsgründen vorzeitig pensioniert.
Barnard war seit dem Zweiten Weltkrieg in verschiedenen literarischen Kreisen aktiv, unter anderem von 1954 bis 1960 als Redakteur der Zeitschrift Wending. Bekannt ist in Deutschland die Übersetzung seines Liedes Met de boom des levens durch Jürgen Henkys 1975, die im Evangelischen Gesangbuch unter der Nummer 97 abgedruckt ist. Er hat für seine Arbeit viele Preise gewonnen und ist Verfasser zahlreicher Monographien. Weiterhin regte er die Neuübersetzung und Bereimung der Psalmen an.
Die Universität Utrecht zeichnete Barnard 1966 mit der Ehrendoktorwürde aus.
Mit 65 Jahren trat Barnard in die altkatholische Kirche ein.

## Werke (Deutsch)
• Guillaume van der Graft: Du aber wohnst in meiner Hand. Gebete und Lieder. Ausgew. und aus dem Niederländischen übertr. von Peter Pawlowsky. Wien, Herold, 1986. ISBN 3-7008-0324-9.

## Auszeichnung
- 1954: Lucy B. en C.W. van der Hoogtprijs für Vogels en Vissen